# Peder Fahnehielm
Peder Jönsson Fahnehielm, tidigare Kempe adlad Fahnehielm, född 1596 i Torpa församling, död 1655 i Kalmar, var en svensk militär och godsägare.

## Biografi
Fahnehielm föddes 1596 på Näs i Torpa församling. Han var son till ryttaren Jöns Persson (Kempe) vid Östgöta kavalleriregemente. Fahnehielm blev före 1620 antagen i krigstjänst och deltog 1621 i belägring av Riga. Sistnämnda år fick han Gustaf II Adolfs Rigamedalj för sina innsatser i belägringen. Han blev 1623 musketerare vid Östgöta infanteriregemente och 1632 löjtnant. Fahnehielm blev 1638 reformerad och 1642 kapten. År 1642 deltog han i slaget vid Leipzig, då han blev genomstucken med hillebarder och fick 25 sår. Han adlades 20 juli 1647 till Fahnehielm och introducerades 1652 som nummer 406. Fahnehielm var kommendant på Kalmar slott. Han avled 1655 i Kalmar garnison och begravdes i Torpa kyrka. I kyrkan sattes två sorgefanor och vapen upp.
Fahnehielm ägde gården Näs i Torpa socken och Egeby i Sankt Pers socken. Han fick 20 juli 1647 förläningsbrev på Näs och 20 oktober 1651 på Egeby.

### Familj
Fahnehielm gifte sig 7 december 1641 på Ekäng i Asby församling med Brita Armsköld. Hon var dotter till ryttmästaren Göran Armsköld och Margareta Stiernbielke. De fick tillsammans barnen löjtnanten Axle Johan Fahnehielm (1642–1723), Maria Margareta Fahnehielm (1651–1691) som var gift med majoren Gabriel Gyllenståhl och kornetten Jöran Fahnehielm vid Östgöta kavalleriregemente. Brita Armsköld gifte om sig efter Fahnehielms död med ryttmästaren Odert von Poll.

## Utmärkelse
- 1621 – Rigamedalj.[2]